# Horizon (album Carpenters)
Horizon – szósty studyjny album w dyskografii duetu The Carpenters. Ukazał się nakładem wytwórni A&M Records w czerwcu 1975 r. pod numerem katalogowym SP 4530. W podsumowaniu listy najlepszych albumów za rok 1975 w Wielkiej Brytanii według UK Albums Chart uplasował się na 4. pozycji. W samych Stanach Zjednoczonych rozszedł się w nakładzie ponad 1 mln egzemplarzy uzyskując status platynowej płyty. Na listach albumów popowych magazynu Billboard najwyżej dotarł do 13. miejsca. Również wydane single z tego albumu dotarły do bardzo wysokich pozycji Billboardu „Only Yesterday” (Adult Contemporary – poz. 1, The Billboard Hot 100 – poz. 4), „Please Mr. Postman” (Adult Contemporary i The Billboard Hot 100 – poz. 1), „Solitaire” (Adult Contemporary – poz. 1, The Billboard Hot 100 – poz. 17).

## Lista utworów
źródło:
Strona A
| 1. | „Aurora” (Richard Carpenter, John Bettis)                               | 1:32  |
|    |                                                                         |       |
| 2. | „Only Yesterday” (Richard Carpenter, John Bettis)                       | 4:11  |
|    |                                                                         |       |
| 3. | „Desperado” (Don Henley, Glenn Frey)                                    | 3:38  |
|    |                                                                         |       |
| 4. | „Please Mr. Postman” (Georgia Dobbins, William Garrett, Freddie Gorman) | 2:53  |
|    |                                                                         |       |
| 5. | „I Can Dream, Can’t?” (Sammy Fain, Irving Kahal)                        | 4:59  |
|    |                                                                         |       |
|    |                                                                         | 17:13 |
|    |                                                                         |       |
Strona B
| 1. | „Solitaire” (Neil Sedaka, Phil Cody)                                           | 4:40  |
|    |                                                                                |       |
| 2. | „Happy” (Tony Peluso, Diane Rubin, John Bettis)                                | 3:51  |
|    |                                                                                |       |
| 3. | „(I’m Caught Between) Goodbye and I Love You” (Richard Carpenter, John Bettis) | 4:06  |
|    |                                                                                |       |
| 4. | „Love Me for What I Am” (Palma Pascale, John Bettis)                           | 3:30  |
|    |                                                                                |       |
| 5. | „Eventide” (Richard Carpenter, John Bettis)                                    | 1:33  |
|    |                                                                                |       |
|    |                                                                                | 17:40 |
|    |                                                                                |       |

## Twórcy
- Wokal – Karen Carpenter, Richard Carpenter
- Perkusja – Jim Gordon, Karen Carpenter
- Instrumenty klawiszowe – Richard Carpenter
- Gitara – Tony Peluso
- Gitara basowa – Joe Osborn
- Gitara hawajska – Red Rhodes, Thad Maxwell
- Harmonijka ustna – Tom Morgan
- Harfa – Gayle Levant
- Obój, rożek angielski – Earl Dumler
- Saksofon tenorowy – Bob Messenger
- Saksofon barytonowy – Doug Strawn
- Aranżacja, orkiestracja – Richard Carpenter
- Producent – Richard Carpenter
- Współproducent – Karen Carpenter
- Kierownictwo artystyczne – Roland Young
- Inżynier dźwięku – Ray Gerhardt (tracks: A4. B2, B4), Roger Young
- Asystent inżyniera dźwięku – Dave Iveland
- Inżynier masteringu – Bernie Grundman
- Zdjęcia – Ed Caraeff

## Single

### Please Mr. Postman
- Singiel 7” wydany w USA w 1974 przez A&M Records – (A&M 1646)

1. „Please Mr. Postman"
2. „This Masquerade"

### Only Yesterday
- Singiel 7” wydany w USA w 1975 przez A&M Records – (A&M 1677)

1. „Only Yesterday"
2. „Happy"

### Solitaire
- Singiel 7” wydany w USA w 1975 przez A&M Records – (A&M 1721)

1. „Solitaire"
2. „Love Me for What I Am"